# 芭比娃娃 (1991年游戏)
《芭比娃娃》是一款由Imagineering制作、Hi Tech Expressions发行的跨平台电子游戏。游戏根据美泰兒公司的同名玩具而制作。制作本游戏的目的是为了吸引女孩游玩电子游戏。因此，本游戏成为少数显而易见的以女孩为目的Nintendo Entertainment System游戏。 游戏发生在一个梦境世界。芭比需要穿越三个不同游戏世界（商场、水下和苏打商店）。在参加与肯的舞会之前，芭比需要收集到时尚饰品。尽管在游戏发行之时，游戏收到较小关注，但是评论者表扬其对于平台类游戏来说“不错”。其他人进一步提到，游戏的类型并不适合其内容。

## 剧情
芭比梦想能够受邀参加幻想舞会，但是在她的梦境中，她并没有好的物品可以穿戴。 她在一个夜晚穿越了三个不同的游戏世界，来收集时尚物品，并且与肯相会。 一路上，她遇到了一群真正的动物朋友们。并且在它们的帮助下找到了梦想之物、魔法物品和魔力手镯。这些对于她的行程都是非常有帮助的。
在商场世界，芭比为了芭比硬币而疯狂购物。在许愿池前，她可以使用芭比硬币来获得一款精致的粉色舞会礼服。 在水下世界，美人鱼芭比和一些海豚朋友去搜寻珍珠。她用这个来与一个巨大的牡蛎交换高雅的珍珠项链。 最后，在1950年代类型的苏打商店，芭比需要收集音乐唱片。她用这个产生了通往天空的楼梯，以收集到最后一个物品：一双闪亮迷人的高跟鞋。 芭比返回到芭比梦幻之屋，为幻想舞会作准备。她穿戴着所有的饰品登下楼，衣冠楚楚的肯正在等着与她跳舞。

## 玩法
与其他芭比娃娃类型不同的是，《芭比娃娃》是一款平台类游戏。《芭比娃娃》的关卡是“梦境”。在每一个“梦境”中，芭比需要左右移动。与此同时，她需要避开障碍物来保持梦境状态。一旦碰到，她将会梦醒，并且重新开始关卡，或者有时将会重新开始游戏。 芭比也可以向动物朋友寻求帮助。她可以通过魔力手镯上的一个魔力向动物朋友传达需要帮助的动作类型。按B按钮将会扔出一个命令。如果命令抵达到动物，它们将会进行请求的命令动作。 敌人通常是无生命类型的物品，比如网球拍、风筝、鞋、披萨、水、爆米花等等。芭比需要跳跃来躲避它们。 在每一个单元之后，会出现一个頭目战役。一般在动物朋友的帮助下，能够战胜头目。

## 制作和发行
《芭比娃娃》由Hi Tech Expressions设计，目的是吸引更多女孩游玩电子游戏。 尽管制作方也设法让情节吸引到男孩们。 在1984年最初一款称为《芭比娃娃》的游戏之后，本作成为《芭比娃娃系列》第二款游戏。与之后《芭比娃娃：梦想女孩》和《爸芭比娃娃：超级模型》的《芭比娃娃系列》将目标瞄准至年轻群体。Hi Tech Expressions将游戏的年龄群体列为3至9岁，而一些第三方将其列为3至8岁。
在Hi Tech Expressions用来检验游戏设计的基本研究数据显示女孩们通常喜欢动作游戏或智力游戏，而不是当时流行的清版射击游戏。为了满足这一偏好，团队尽量加入解谜和迷宫元素而避免血腥和暴力。 游戏最初计划在1991年10月发行，但由于延误导致游戏在两个月后的12月发行。

## 评价和影响
在游戏的发行之初，游戏收到较少的关注，但在现今，游戏被认为作为普通的平台游戏显得“不错”。 Allgame发布的一个评论文章表扬到，“游戏不仅仅为了愚蠢的时尚和更改服饰”，而是一个游戏“事实上具有简单的解谜和迷宫，即使有点缓慢，平台动作”  俄罗斯的《Velikij Drakon》提到游戏甚至具有一些隐秘区域（通常由“B”块表示）。 Game Freaks 365说游戏是“比你可能想到的更为有趣”。具有粉色、可爱的标签，显示着90年代经典娃娃的徽章，并不具有令你时刻关注的深度。不过一旦你真正的开始进行这一款游戏，你会发现这一款小的平台游戏中会有很多内容。
另一方面，评论者指出，游戏令人感觉到硬塞入一些不合适的内容。尽管作为一款平台游戏，这个是完全可以忽略。 在Justine Cassell的《从芭比娃娃到真人快打：性别与电脑游戏》书中，她使用《芭比娃娃》作为一个典型的“粉色”例子。一款游戏对于男性玩家而设计，而仅仅在游戏皮肤上进行修改以满足女性玩家，却不顾他们对于游戏的不同口味。Cassell提到1990年代早期的《芭比娃娃》这款游戏，美泰尔总监只是对表面的视觉外观感兴趣，而将游戏的机制和制作交给第三方。 Seanbaby将本游戏列为他的20大“最糟糕的NES游戏”第六位。他写到，“不仅仅是因为我是一个男孩；这个游戏真的真的很糟糕。”  《Velikij Drakon》的评论者评论到游戏的头目令人没有印象。并且质疑对于“头目”这一重要的词。它似乎仅仅被证明是“一条运动裤和运动衫”（第二个头目）。
1992年，《芭比娃娃》在美国众议院知识产权和司法行政会主持的听证会中得到讨论。其中提到，游戏遭受频繁的造假和版权和商标侵权行为。《芭比娃娃》的大部分仿制品被指最初来自台湾，然而当时仿制品的制作被转移至韩国、香港和中国。众议院指出针对侵犯《芭比娃娃》知识产权的仿制品制作是大规模的。复杂的仿制品制作使用了最新的ROM镜像技术。一些仿制品在本质上是从原来的产品中完全复制。